# Mausolée de Mao Zedong
Le mausolée du Président Mao (毛主席纪念堂 - Máo Zhǔxí Jìniàntáng) est un monument sépulcral situé place Tian'anmen à Pékin, en république populaire de Chine. Il y est exposé le corps embaumé du dirigeant chinois Mao Zedong (orthographe traditionnelle française Mao Tsé-Toung), ancien chef du politburo du Parti communiste chinois à partir de 1943 et président du comité central du parti communiste de 1945 à sa mort le 9 septembre 1976.
Bien que le dirigeant chinois ait souhaité lui-même être incinéré à sa mort, il fut décidé peu après son décès de conserver son corps et de lui construire un tombeau monumental dans la partie sud de la place Tian'anmen à l'emplacement de l'ancienne Porte de Chine qui datait des dynasties Ming et Qing, et qui constituait l'entrée sud de la Cité impériale avec la ville tartare.

## Construction

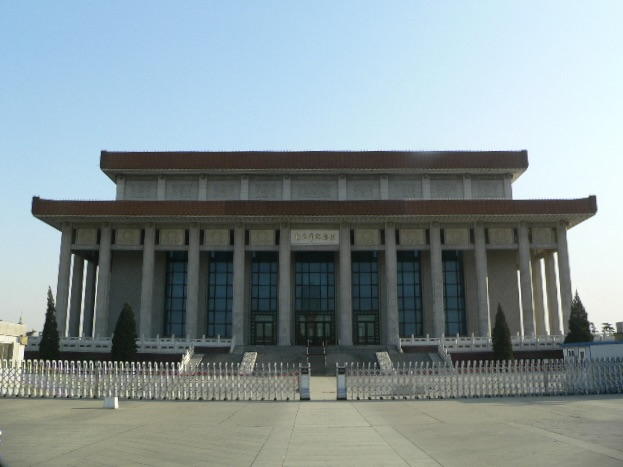

La construction du mausolée commença après la mort de Mao dès le 24 novembre 1976 et prit fin le 24 mai 1977, soit une durée de 6 mois, extrêmement rapide pour ce genre de mausolée.
Il s'agit officiellement d'une contribution du peuple chinois, associé au design et à l'architecture du monument jusqu'au choix des matériaux en provenance de toutes les provinces, que ce soit le granite de la province de Sichuan ou la porcelaine de la province de Guangdong. Plus de 700 000 personnes venant de tout le pays furent symboliquement travailleurs volontaires sur le monument. Le coût de l'édifice fut finalement 10 fois plus cher que le gigantesque palais de l'Assemblée du Peuple, également situé sur la place Tian'anmem.

## Embaumement
Li Zhisui, médecin personnel de Mao, évoque dans son ouvrage La Vie privée du président Mao, les difficultés rencontrées quand le bureau politique impose que le corps de Mao soit embaumé et non incinéré comme il l'avait demandé.

## Visite du mausolée

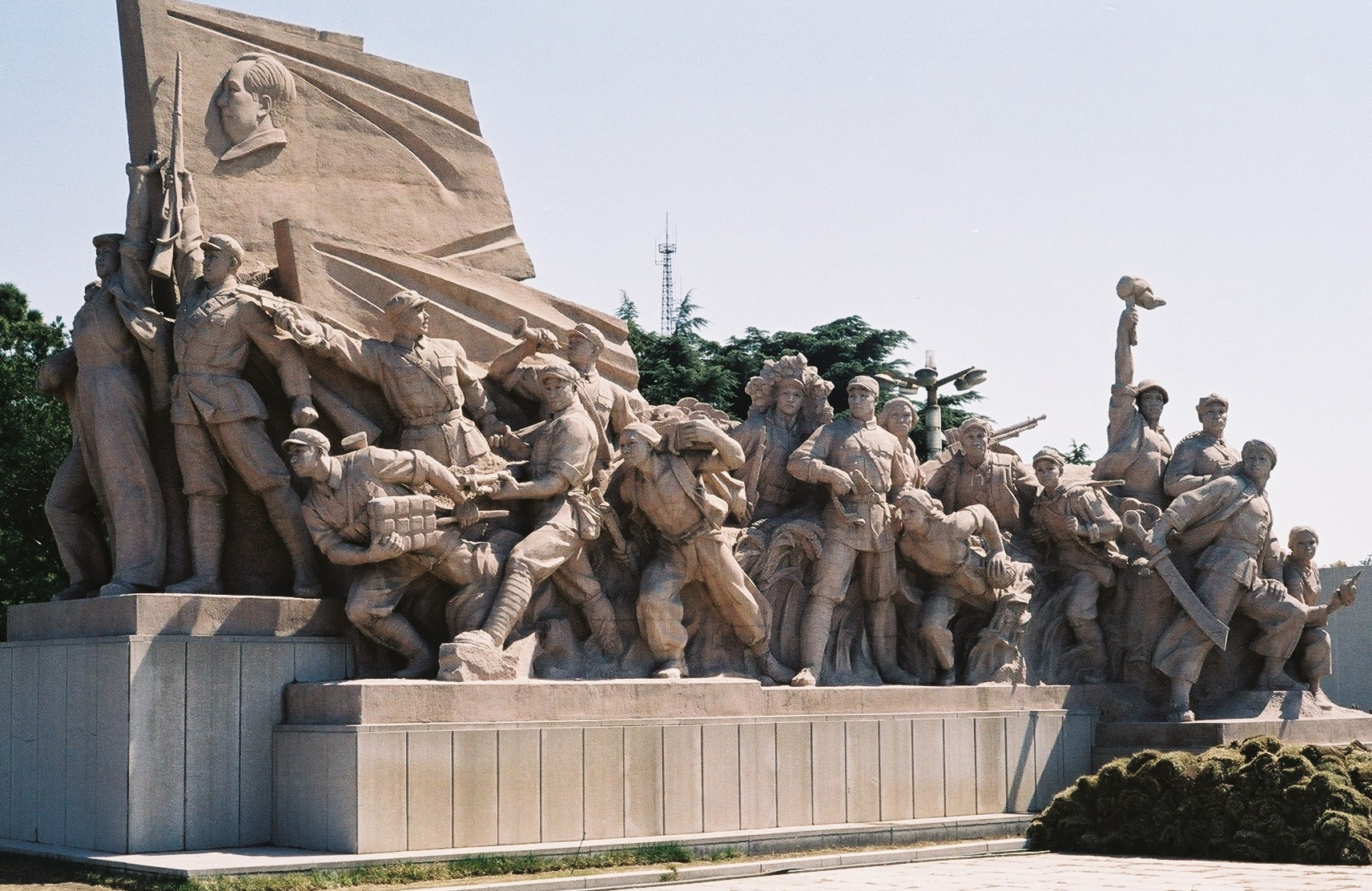
Sculptures du mausolée.

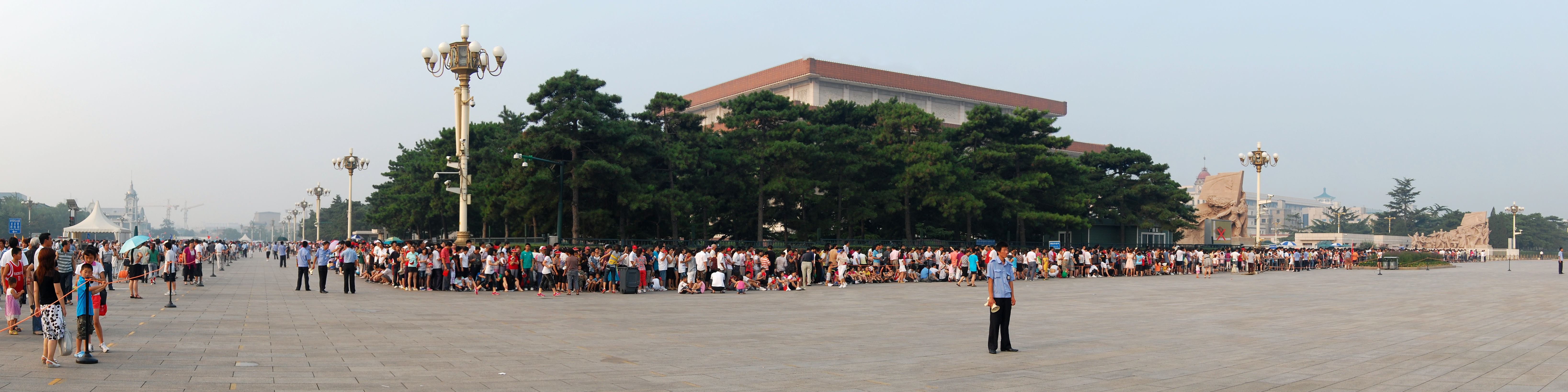
Foule faisant la queue pour visiter le mausolée.

Les restes embaumés de celui qui se faisait appeler Grand Timonier sont exposés au public à l'instar de Lénine à Moscou ou Hô Chi Minh à Hanoï. Le mausolée est gardé par une garde d’honneur militaire.
Les visiteurs font d'abord la queue sur plusieurs centaines de mètres et circulent devant le corps de Mao, sans possibilité de faire le moindre arrêt et en ayant les mains hors des poches. Il est également interdit de pénétrer dans le mausolée avec le moindre sac.
Le corps de Mao ne reste en fait exposé que pendant quelques heures. Son état de conservation est considéré comme médiocre et le fait d'interdire le moindre arrêt devant les restes de l'ancien dirigeant chinois ou de le photographier permet d'éviter de scruter l'état d'avancement de la détérioration de la dépouille. Certains doutent même que ce soit réellement le corps de Mao qui soit présenté dans son sarcophage de verre.
Une échoppe de souvenirs vend à la porte nord du mausolée tout un ensemble de souvenirs à l'effigie de l'ancien dirigeant (bustes, assiettes, montres, tasses, photos…).
Le mausolée a fait l'objet de vandalisme notamment depuis la répression de la place Tian'anmen en 1989.
Le 9 septembre 2015 à l'anniversaire de la mort de Mao Zedong, Mao Xinyu se retrouve avec Zhang Yufeng, l'ancienne maîtresse de Mao Zedong, et son mari Liu Aimin pour se recueillir dans le mémorial de Mao. Le couple s'est retrouvé avec Wang.